# Плоский друк
Пло́ский друк
На формі плоского друку друкуючі і пробільні елементи перебувають в одній площині. Друк стає можливим тільки тому, що поверхня друкарської форми хімічно оброблена. Після хімічної обробки пробільні елементи набувають здатності вбирати воду, а друкуючі — фарбу.
Для одержання відбитку поверхня друкарської форми спочатку зволожується. Вода покриває всю форму, але затримується тільки на пробільних елементах. Потім на форму наносять друкарську фарбу, яка лягає лише на друкуючі елементи. Після подвійного змочування (водою і фарбою) форма входить в контакт з проміжним гумовим циліндром або безпосередньо з папером і під тиском фарба з форми переноситься — друкується відбиток.
Існує декілька різновидів плоского друку: літографія, офсетний друк, фототипія.
Фо́рма плоско́го дру́ку гнучка пластина, на поверхні якої розміщені друкуючі і пробільні елементи з різними фізико-хімічними властивостями. Під час виготовлення пластини необхідно створити на поверхні форми стійкі олеофільні та гідрофільні плівки.